# Higashi-Murayama
Higashi-Murayama (東村山市, Higashi-Murayama-shi), sovint romanitzat com a Higashimurayama, és una ciutat i municipi de Tòquio, a la regió de Kanto, Japó. Com la resta dels municipis del seu entorn, Higashimurayama és, actualment, una ciutat dormitori de l'àrea metropolitana de Tòquio. El nom de la ciutat es pot traduir al català com "Murayama de l'est" o "Murayama oriental".

## Geografia
La ciutat de Higashimurayama es troba localitzada al centre-nord de la metropoli de Tòquio i, en concret, dins de la regió del Tòquio Occidental, on es troba a l'est dins d'aquesta. El terme municipal de Higashimurayama limita amb els de Kiyose i Higashikurume a l'est, Higashiyamato a l'oest, Tokorozawa (a la prefectura de Saitama) al nord i Kodaira al sud.

### Clima
Higashi-Murayama té, segons la classificació climàtica de Köppen, un clima subtropical humit, caracteritzat pels estius càlids i els hiverns freds, amb lleugeres o inexistents nevades. La temperatura mitjana anual a Higashi-Murayama és de 14,0 graus. La mitjana anual de precipitacions és de 1.647 mil·límetres, sent setembre el mes amb més humitat. La temperatura mitjana més alta és a l'agost amb vora 25,7 graus i la més baixa és al gener amb 2,3 graus.

## Història
L'àrea on actualment es troba la moderna ciutat de Higashimurayama ha estat habitada des del Paleolític japonès ençà, a més d'haver-se trobat nombroses troballes dels períodes Jomon, Yayoi i Kofun. Des del període Nara fins a l'era Meiji, el territori va formar part de l'antiga província de Musashi. Durant el període Kamakura a l'any 1333 va tindre lloc a la zona la batalla de Kumegawa.
Després de les reformes administratives Meiji, l'1 d'abril de 1889 alguns pobles es fusionaren per formar el poble de Higashimurayama al districte de Nishitama, aleshores sota administració de la prefectura de Kanagawa. El districte sencer va passar sota control de l'antiga prefectura de Tòquio l'1 d'abril de 1893. L'1 d'abril de 1942 Higashimurayama va ser ascendit de categoria de poble a vila. L'1 d'abril de 1964 la vila va ser ascendida a la categoria de ciutat, exint del districte de Nishitama.

## Administració

### Alcaldes
- Rinpei Koyama (1964-1967)
- Reiji Kumaki (1967-1983)
- Kazuo Ichikawa (1983-1995)
- Kazuo Hosobuchi (1995-2007)
- Takashi Watanabe (2007-present)

## Demografia
| 1920    | 1930    | 1940    | 1950    | 1960   | 1970   | 1980    |
| ------- | ------- | ------- | ------- | ------ | ------ | ------- |
| 7.798   | 9.462   | 11.402  | 17.993  | 42.946 | 96.545 | 119.363 |
| 1990    | 2000    | 2010    | 2020    | 2030   | 2040   | 2050    |
| 134.002 | 142.290 | 153.365 | 150.485 | -      | -      | -       |

## Transport

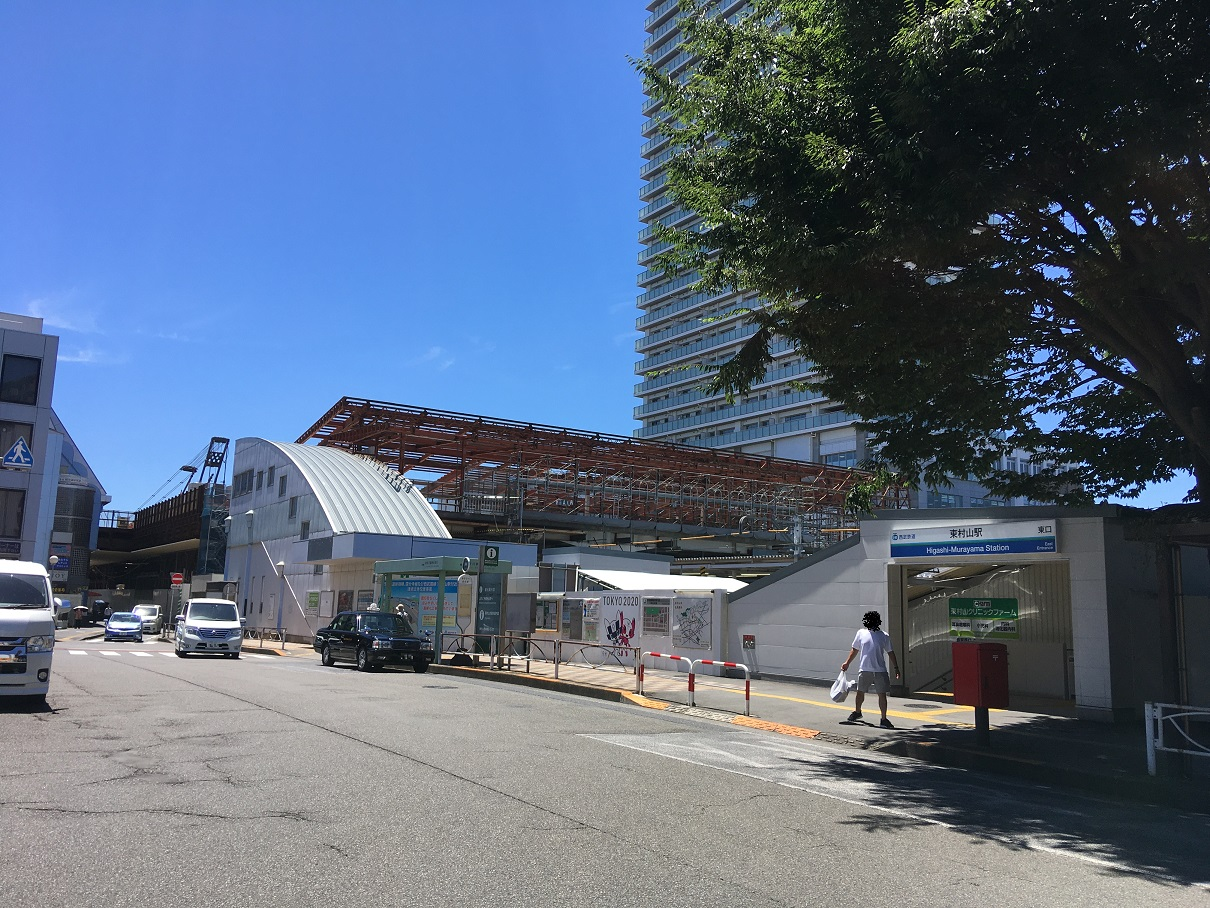
Estació de Higashi-Murayama

### Ferrocarril
- Companyia de Ferrocarrils del Japó Oriental (JR East)
  - Shin-Akitsu
- Ferrocarril Seibu
  - Higashi-Murayama - Kumegawa - Hagiyama - Yasaka - Musashi-Yamato - Seibu-Yūenchi - Akitsu - Seibuen

### Carretera
Pel terme municipal de Higashi-Murayama no passa cap autopista ni carretera de nivell nacional, només carreteres dependents del Govern Metropolità de Tòquio.

## Agermanaments
Els municipis amb els quals Higashimurayama està agermanat són els següents:
- Independence, Missouri, EUA. (1978)[6]
- Kashiwazaki, prefectura de Niigata, Japó. (1996)
- Suzhou, província de Jiangsu, RPX. (2005)